# Jerry Leichtling
Jerrold R. „Jerry“ Leichtling (* 1. Juni 1948) ist ein US-amerikanischer Drehbuchautor und Journalist.

## Karriere
Der in New York aufgewachsene Jerry Leichtling machte seinen High-School-Abschluss an der Martin Van Buren High School in Queens Village, Queens, worauf er anfing am College Literaturwissenschaft und Philosophie zu studieren. Anschließend wurde er Taxifahrer in New York und bekam seinen ersten Job in der Unterhaltungsindustrie, als er für die Shubert Organization arbeitete.
Auf seinen unregelmäßigen Reisen nach Toronto lernte er die geschiedene Agenturchefin Arlene Sarner kennen, die er später heiratete. Da Leichtling bereits Erfahrung als Journalist für die Village Voice, den Rolling Stone, beim Harper’s Magazine und beim Musikverlag RCA sammelte, beschlossen sie gemeinsam ab 1981 Drehbücher zu schreiben. In einem der ersten gemeinsamen verkauften Drehbücher wurde die enttäuschende seiner Frau mit dem kanadischen Musikproduzenten Bob Ezrin verarbeitet. Das Buch wurde 1986 von Francis Ford Coppola unter dem Titel Peggy Sue hat geheiratet verfilmt.
Aktuell bloggt er als Journalist bei der Huffington Post.

## Filmografie (Auswahl)
- 1986: Peggy Sue hat geheiratet (Peggy Sue got married)
- 1994: Operation Blue Sky (Blue Sky)
- 1999: Bei Geburt vertauscht (Switched at Birth)
- 2002: Julies Reise (The Healer)